# 우쿨렐레 피크닉
우쿨렐레 피크닉(Ukulele Picnic)은 대한민국의 3인조 혼성그룹이다.

## 앨범
| 분류     | 음반명                 | 발매일           |
| -------- | ---------------------- | ---------------- |
| 정규 1집 | 우쿨렐레 피크닉        | 2010년 6월 17일  |
| 정규 2집 | 알로하, 기분 좋은 인사 | 2011년 6월 10일  |
| 참여     | 티끌모아 로맨스 OST    | 2011년 10월 20일 |
| 정규 3집 | Summertime Mele        | 2012년 7월 27일  |
| 정규 4집 | 느린게 좋아            | 2013년 7월 11일  |
| 정규 5집 | 봄이 오는 소리         | 2014년 3월 12일  |